# مهرجان كان السينمائي 1996
مهرجان كان السينمائي لعام 1996 هو الدورة الـ49 للمهرجان عقد في 9 إلى 20 مايو من عام 1996، وحصل فيلم «الأسرار والأكاذيب» للمخرج البريطاني مايك لي على السعفة الذهبية.